# فرانسیس فالسوم کلیولند پرستون
 فرانسیس فالسوم کلیولند پرستون (انگلیسی: Frances Folsom Cleveland Preston؛ ۲۱ ژوئیهٔ ۱۸۶۴ – ۲۹ اکتبر ۱۹۴۷) در دو دورهٔ غیرمتوالی بانوی اول ایالات متحده آمریکا بود. او همسر گروور کلیولند، بیست‌ودومین و بیست‌وچهارمین رئیس‌جمهور آمریکا بود. در بیست‌ویک‌سالگی بانوی اول آمریکا شد و تاکنون جوان‌ترین کسی است که این مقام را داشته است. هم‌چنین، ازدواج او با کلیولند تاکنون تنها نمونه‌ای است که کسی در زمان تصدی ریاست‌جمهوری ازدواج کند.